# Greville Fane
Greville Fane (Greville Fane) est une nouvelle d'Henry James, parue en septembre 1892 dans The Illustrated London News, et reprise en volume l’année suivante chez Macmillan, à Londres et New York.
Satire cruelle du milieu littéraire, Greville Fane s’en prend aux écrivains populaires et aux recettes romanesques, mais plus encore aux profiteurs et aux opportunistes qui vivent du travail de l'artiste. Dans la nouvelle, le personnage de Mrs Stormer est donc décrit sous un jour à la fois ridicule et pathétique. Écrite à la même période que Le Motif dans le tapis, Greville Fane en constitue en quelque sorte le pendant léger et ironique.

## Résumé
Le narrateur est chargé de rédiger la nécrologie de Mrs Stormer, mieux connue du public sous le nom de plume de Greville Fane, une romancière prolifique, dont l’œuvre facile et médiocre met dans l’embarras les membres mêmes de sa famille. Le narrateur mêle alors ses souvenirs de la disparue à ce que lui apprennent les proches de la défunte.
Mrs Stormer avait embrassé la carrière littéraire avant tout pour faire bouillir la marmite et assurer le confort de sa famille. Certes, elle aurait aimé peaufiner ses productions, mais avec la parution, en moyenne, de trois romans par an, elle était condamnée à travailler vite et sans trop regarder à la vraisemblance de ses intrigues ni à l’originalité de ses personnages.
Plusieurs années auparavant, la dame avait entrepris de transmettre son savoir-faire à son fils, Leolin, sujet privilégié de ses inquiétudes. Pour que le jeune homme acquiert une solide expérience de vie, afin de donner quelque force à ses futurs romans, Mrs Stormer lui avait permis d'étudier, de voyager à sa guise, bref, de mener un grand train de vie. Or, jeune homme sans personnalité d’une paresse rédhibitoire, Leolin avait surtout profité de la tendresse et de l’aveuglement de sa mère pour devenir un dandy aussi creux qu’incapable, en dépit d’une ultime tentative de Mrs Stormer d’écrire les romans à sa place.
Quant à la fille de Mrs Stormer, pour qu'elle épouse l’insignifiant Sir Basil Luard, la romancière avait mis les bouchées doubles et publier à un rythme infernal pour payer tous les frais encourus par leur somptueux mariage. Pour la remercier de ce sacrifice, la nouvelle Mrs Luard ne tarda pas évidemment à prendre ses distances avec sa mère, dont le statut de romancière populaire lui faisait honte dans le monde. 
Maintenant, Greville Fane n’est plus, et on annonce les noces de Leolin Stormer avec une femme plus vieille et beaucoup plus riche que lui. 

## Traductions françaises
- Greville Fane, traduit par Michel Gauthier, Paris, Éditions de L'Équinoxe, 1984 ; réédition, Paris, Seuil, coll. « Points. Roman » no 213, 1985
- Greville Fane, traduit par Jean Pavans, dans Nouvelles complètes, tome III, Paris, Éditions de la Différence, 2008 ; réédition dans Le Motif dans le tapis : et onze autres nouvelles, Paris, La Différence, coll. « Minos » no 90, 2012
- Greville Fane, traduit par Paul Veyriras, dans Nouvelles complètes, tome III, Paris, Gallimard, coll. « Bibliothèque de la Pléiade », 2011

## Sources
- Tales of Henry James: The Texts of the Tales, the Author on His Craft, Criticism sous la direction de Christof Wegelin et Henry Wonham (New York: W.W. Norton & Company, 2003)  (ISBN 0-393-97710-2)
- The Tales of Henry James par Edward Wagenknecht (New York: Frederick Ungar Publishing Co., 1984)  (ISBN 0-8044-2957-X)